# Jean Patou
Alexandre Jean Patou (París, 27 de septiembre de 1887 - París, 8 de marzo de 1936) fue un estilista y perfumero francés, fundador de la casa de alta costura que lleva su nombre.

## Biografía
Alexandre Jean Patou nació el 27 de septiembre de 1887 en París, hijo de Charles Patou y Jeanne Grison. Su padre llevó una curtiduría desde 1888 hasta 1911 en Énencourt-Léage antes de trasladarse a Villejuif. Jean Patou trabajó durante un tiempo con su padre, pero se decantó por empezar con un tío peletero, Jean-Alexandre Patou, que le enseñó la profesión y le descubrió el mundo de la moda.
En octubre de 1905 Jean Patou se alistó en el ejército, donde estuvo tres años.

### Década de 1910
En 1910, Patou se traslada a París, donde decide abrir su propia tienda de alta costura con un taller de peletería incluido.
Desgraciadamente, esta iniciativa fracasa por dificultades financieras; pero Patou, dos años más tarde abre la «Maison Parry», un pequeño salón de costura situado en el número 4 de ‘rond-point des Champs-Élysées’. El principio de la firma está marcado por ciertos titubeos ya que Jean Patou no sigue la moda del momento sino que inicia nuevas tendencias, tanto por desconocimiento de «lo que se lleva», como por su visión vanguardista; la aceptación de su modelos es aleatoria. Así en su primera colección presenta numerosas chaquetas, en un momento en que la moda apuesta por los abrigos. Esto no impide que, como la firma no tiene las pretensiones de los grandes modistos, Jean Patou llegue a seducir a algunas artistas y personalidades —como Geneviève Lantelme, Eva Lavallière y alguna actriz de la Comédie-Française— al proponerles modelos más sencillos y más asequibles que los de la competencia. En 1913, un comprador norteamericano, conocido como el «mayorazgo» Liechtenstein, llegado para comprar varios modelos regresa a su país con la colección completa, prueba del interés creciente que suscitan las creaciones de Jean Patou. Además, esta compra consolida la Maison Parry y el estilo Patou e inicia su difusión en los EE. UU.
Con estos primeros éxitos, en 1914, Patou se plantea ampliar el negocio y se traslada al número 7 de la ‘rue Saint-Florentin’, cerca de la Plaza de la Concordia, un elegante edificio del siglo XVIII. En ese momento la firma se empieza a llamar «Jean Patou & Cie» y alberga taller, oficinas y salones. Cuando está a punto de presentar su primera colección es movilizado y debe partir al frente —la colección nunca verá la luz—. Después de haber participado en la Primera Guerra Mundial, como capitán de un regimiento de zuavos con base en los Dardanelos, Jean Patou vuelve a París en 1919 para relanzar la actividad de su firma que se había mantenido abierta de forma testimonial durante los años anteriores.

### Década de 1920
Debido a sus vivencias en el frente, Patou desarrolla una nueva forma de relaciones humanas, que aplica también en su firma. Desde el principio se rodeó de su hermana Madeleine y su marido, Raymond Barbas; a los que se añaden Georges Bernard, encargado del taller de costura, y también, Elsa Maxwell, una celebridad del momento que se encarga de la promoción de «Jean Patou & Cie». Patou fomenta el espíritu del trabajo en equipo para poder dedicarse a las creaciones y modelos para las sucesivas colecciones.
La cercanía de Raymond Barbas, colaborador y excampeón de tenis, le dirige hacia el mundo del deporte donde se da cuenta de la necesidad de adaptar la vestimenta al juego. Patou empieza por diseñar el uniforme de Suzanne Lenglen para el campeonato de Wimbledon en 1920 —donde «la divina» venció a la siete veces ganadora británica Dorothea Douglass—. En esta ocasión Lenglen apareció con una falda plisada de algodón blanco, larga hasta debajo de la rodilla (las pantorrillas quedaban a la vista), medias, una blusa sin mangas (los antebrazos quedaban a la vista), y una diadema elástica de color naranja, dejando en el armario las faldas largas hasta casi los tobillos, corsé, sombrerito... 
Al mismo tiempo, la sociedad posterior a la Primera Guerra Mundial defiende la libertad reencontrada, favorece el intercambio y se establecen nuevos hábitos y formas de comportamiento como los viajes y las estancias en provincias, gracias al desarrollo del automóvil. Las mujeres se vuelven más activas e independientes, deseando mantener estos logros recientes, alentados por la novela La Garzona (en el original francés, La Garçonne) de Victor Margueritte, en 1922.
Empieza a diseñar chaquetas en tejido de punto, sin mangas, faldas plisadas de seda blanca hasta justo por debajo de la rodilla, trajes de baño elásticos, accesorios coordinados con sus modelos, que marca con sus iniciales «J.P.». En 1927, lanza un antecedente de las cremas solares, el «aceite de Caldea» (en el original francés, l'Huile de Chaldée).

### Década de 1930
La mayoría de los modelos de Patou se vendían a las clases altas norteamericanas del momento. Con la Gran Depresión de 1929, cae estrepitosamente el mercado del lujo en los EE. UU. La firma sobrevive gracias a los perfumes, fundamentalmente, «Joy», creado en 1935 por Henri Alméras para Patou con el mismo mimo que un modelo de alta costura para los clientes que ya no podían permitirse el lujo de comprar esos modelos.
Jean Patou murió prematuramente de un infarto a los 48 años; está enterrado en el cementerio de Passy.

## Creador de moda
Su primera colección, una línea de ropa deportiva, tuvo una acogida favorable por parte de la crítica. De hecho, la tienda de Patou fue una de las primeras que propuso líneas de ropa deportiva. 
Patou realizó también el entonces audaz uniforme sin mangas y largo hasta la rodilla de la tenista Suzanne Lenglen. También fue el primero en añadir a sus creaciones un monograma con sus iniciales "JP". 

## Creador de perfumes
En 1923, Raymond Barbas, cuñado de Jean Patou, creó una división en la empresa dedicada a la perfumería. En 1925 entró a formar parte de la empresa Henri Alméras, en el papel de maestro perfumero. Jean Patou creó tres fragancias Amour-amour, Que sais-je? y Adieu, dedicadas respectivamente a las rubias, las morenas y las pelirrojas. En 1929 fue Alméras quien creó Moment Suprême. En el mismo año, en medio de la crisis económica, fue lanzado al mercado Joy, esencialmente una combinación de diez mil flores de jazmín y 28 docenas de rosas. Jean Patou quería un perfume para su firma. En 1930 Henri Almera propuso este perfume compuesto de rosa y jazmín en proporciones de particular importancia: contenía más de 10.000 jazmines y 28 docenas de rosas para tres onzas de perfume, embotellado en frascos de 30 ml con un precio elevadísimo.
La casa de moda cesó toda actividad en 1987, mientras la casa de perfumes Patou forma parte de la división "belleza de lujo" de Procter&Gamble.